# Moldavië op het Eurovisiesongfestival 2021
Moldavië nam deel aan het Eurovisiesongfestival 2021 in Rotterdam, Nederland. Het was de 16de deelname van het land aan het Eurovisiesongfestival. TRM was verantwoordelijk voor de Moldavische bijdrage voor de editie van 2021.

## Selectieprocedure
Op 15 juli 2020 maakte de Moldavische staatsomroep bekend te zullen deelnemen aan de volgende editie van het Eurovisiesongfestival. Na de annulering van het Eurovisiesongfestival 2020 vanwege de COVID-19-pandemie koos TRM ervoor om geen nationale finale te organiseren. Het was voor het eerst sinds 2007 dat er een interne selectie gebeurde. Natalia Gordienko, die O Melodie Pentru Europa 2020 had gewonnen, werd door TRM voorgedragen voor deelname aan de komende editie van het festival. De keuze werd officieel bekendgemaakt op 26 januari 2021. Op 4 maart 2021 werd vervolgens de Moldavische bijdrage voorgesteld. Ze kreeg als titel Sugar.

## In Rotterdam
Moldavië trad aan in de tweede halve finale, op donderdag 20 mei 2021. Natalia Gordienko was als zevende van zeventien acts aan de beurt, net na Rafał uit Polen en gevolgd door Daði & Gagnamagnið uit IJsland. Moldavië eindigde uiteindelijk op de zevende plaats met 179 punten, en zag zich zo verzekerd van een plek in de finale.
In de finale was Natalia Gordienko als veertiende van 26 acts aan de beurt, net na Blas Cantó uit Spanje en gevolgd door Jendrik Sigwart uit Duitsland. Moldavië eindigde uiteindelijk op de dertiende plek, met 115 punten.
2005 · 2006 · 2007 · 2008 · 2009 · 2010 · 2011 · 2012 · 2013 · 2014 · 2015 · 2016 · 2017 · 2018 · 2019 · 2020 · 2021 · 2022 · 2023 · 2024 · 2025
Albanië · Australië · Azerbeidzjan · België · Bulgarije · Cyprus · Denemarken · Duitsland · Estland · Finland · Frankrijk · Georgië · Griekenland · Ierland · IJsland · Israël · Italië · Kroatië · Letland · Litouwen · Malta · Moldavië · Nederland · Noord-Macedonië · Noorwegen · Oekraïne · Oostenrijk · Polen · Portugal · Roemenië · Rusland · San Marino · Servië · Slovenië · Spanje · Tsjechië · Verenigd Koninkrijk · Zweden · Zwitserland